# Mario Pichardie
Mario Pichardie (Madrid, 31 de enero de 2001) es un jugador español de rugby que se desempeña como segunda línea o flanker, juega en el Club Sportif Bourgoin-Jallieu de la Championnat Fédéral Nationale de Francia y es internacional absoluto con la Selección Española.

## Biografía
Nacido en Madrid en 2001, creció en una familia ligada al rugby: su padre, Yannick Pichardie, fue internacional con Francia y posteriormente con España. Mario se formó en la cantera de Club Alcobendas Rugby, y con solo 16 años se trasladó a Inglaterra para continuar su educación y carrera deportiva.
Su hermano, Hugo Pichardie, también es jugador de rugby y juega para el Stade Toulousain Espoirs de Francia.

## Carrera
En 2017 llegó a Inglaterra integrándose en las categorías inferiores del Wasps RFC, siendo en noviembre de 2021 su debut oficial profesional en la Premiership Rugby.
Debido a su debut con España,  una lesión grave que le dejó 9 meses fuera del terreno de juego y la desaparición por problemas económicos de los Wasps, Mario fichó por el equipo universitario Loughborough Students RUFC, donde está cursando su grado en Administración y Dirección de Empresas.
Para la temporada 2024-25 volvió a su club de la infancia, el Alcobendas Rugby para competir en la División de Honor y estar más disponible con la selección. Con el Alcobendas terminó en semifinales del playoff por el título, perdiendo frente a Complutense Cisneros.
El 13 de mayo de 2025 anunció su fichaje por dos temporadas con el Club Sportif Bourgoin-Jallieu de la Championnat Fédéral Nationale, la tercera división del rugby francés.

## Carrera internacional
Hizo su debut en la selección española el 12 de noviembre de 2022 frente a Namibia, en Málaga.
A comienzos de 2024 asumió en varios partidos la capitanía de Los Leones, siendo uno de los más jóvenes en liderar al equipo. 
Formó parte del grupo que consiguió la clasificación para el Mundial de 2027 durante el REC 2025,  y fue invitado con sus compañeros en el programa La Revuelta de RTVE.